# Le Mesnil-Vigot
Le Mesnil-Vigot är en kommun i departementet Manche i regionen Normandie i norra Frankrike. Kommunen ligger i kantonen Marigny som tillhör arrondissementet Saint-Lô. År 2018 hade Le Mesnil-Vigot 223 invånare.

## Befolkningsutveckling
Antalet invånare i kommunen Le Mesnil-Vigot
| Referens: INSEE |